# Paul McNamee
Paul McNamee (Melbourne, 12 novembre 1954) è un allenatore di tennis ed ex tennista australiano.

## Biografia
È stato uno dei doppisti più forti nell'era open soprattutto con il suo compagno Peter McNamara, viene ricordato per il suo famoso rovescio a due mani. Il primo torneo del Grande Slam arrivò nel 1979 agli Australian Open che allora si disputavano sui campi in erba di Kooyong. Capace di battere in singolare John McEnroe nel terzo turno degli Open di Francia del 1980, lo stesso anno ha anche trionfato per la prima volta nel prestigioso Torneo di Wimbledon nella categoria del doppio maschile. La doppietta sull'erba londinese sarebbe arrivata due anni dopo nel 1982.L'ultima vittoria in un torneo del Grande Slam arrivò sempre all'Australian Open ma con un diverso compagno ovvero Marc Edmondson. Membro della squadra australiana di Coppa Davis dal 1980, vinse le edizioni del 1983 e del 1986.